# Augusta (Australië)
Augusta is een plaats in de regio South West in West-Australië. Het ligt 322 kilometer ten zuiden van Perth, 146 kilometer ten zuiden van Bunbury en 169 kilometer ten zuidwesten van Manjimup, waar de Blackwoodrivier in de Flindersbaai uitmondt. Het is het dichtst tegen Kaap Leeuwin, het meest zuidwestelijke punt van het Australische continent, gelegen dorp. In 2021 telde Augusta 1.463 inwoners.

## Geschiedenis

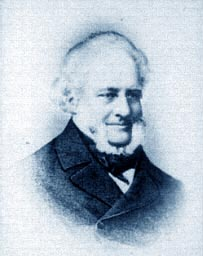
James Stirling

De kustlijn nabij Augusta werd voor het eerst ontdekt in maart 1622. Het Nederlandse galjoen Leeuwin van de Vereenigde Oostindische Compagnie (VOC) zette het grondgebied ten noorden van Kaap Leeuwin tussen de Hamelin Bay en de Punt D'Entrecasteaux op de kaart en noemde het  't Landt van de Leeuwin. In 1801 noemde Matthew Flinders "het meest zuidwestelijke en verst uitstekende deel van  't Landt van de Leeuwin" Kaap Leeuwin.
In maart 1830 kwamen een aantal kolonisten met het schip Warrior aan in de kolonie aan de rivier de Swan. Onder hen John Molloy en de Bussell en Turner families. Luitenant-gouverneur James Stirling gaf hen bij aankomst de raad zich in de buurt van Kaap Leeuwin te vestigen omdat de meeste goede grondgebieden rond de Swan River kolonie reeds waren ingenomen. 
De volgde maand zette Stirling zeil met een groep kolonisten aan boord van de Emily Taylor. Aan de monding van de Blackwood gingen ze aan land en verkenden de omgeving gedurende vier dagen. Stirling besliste er een onderkolonie op te richten. De eigendommen van de kolonisten werden ontscheept en het dorp Augusta werd gesticht. 
Stirling gaf het dorp de naam Augusta ter ere van August Frederik van Sussex, de zesde zoon van George III, omwille van zijn locatie in Sussex County. Sussex County was een van de 26 kadastrale onderverdelingen (Counties) waarin West-Australië in 1829 was opgedeeld. 
Rond 1834 verslechterden de relaties tussen de kolonisten en de Aborigines. In de jaren 1880 werden de Aborigines getroffen door Europese ziekten als de mazelen, de griep en verschillende geslachtsziekten. In 1879 werd de Ellensbrook Home Farm voor Aborigines geopend door de Church of England.
De walvisjacht begon in de jaren 1840 van grond te komen voor de kust van Augusta. Tegen 1849 verlieten de laatste kolonisten Augusta. De kolonie werd beschouwd als een mislukking omdat de bomen te moeilijk te rooien waren, er te weinig ervaren mensen waren en de overheden niet genoeg hulp boden. In de jaren 1860 begon de productie van dwarsliggers in de streek en vestigde een tweede golf kolonisten zich in Augusta.
Na de bouw van een houtzaagmolen nabij Kudardup en aanlegsteigers in Flinders- en Hamelinbaaien in de jaren 1880 groeide de houtindustrie in de streek. M.C. Davies ontwikkelde een spoorwegsysteem naar Flinders Bay en Hamelin Bay. William Eldridge had oorspronkelijk een houten spoorweg aangelegd in 1878. Van de jaren 1920 tot 1957 was Augusta een halteplaats op de door de overheid gerunde spoorweg tussen Busselton en Flindersbaai.
In 1888 werd een schooltje geopend in Karridale en in 1891 werd de Augusta District Road Board gevormd.

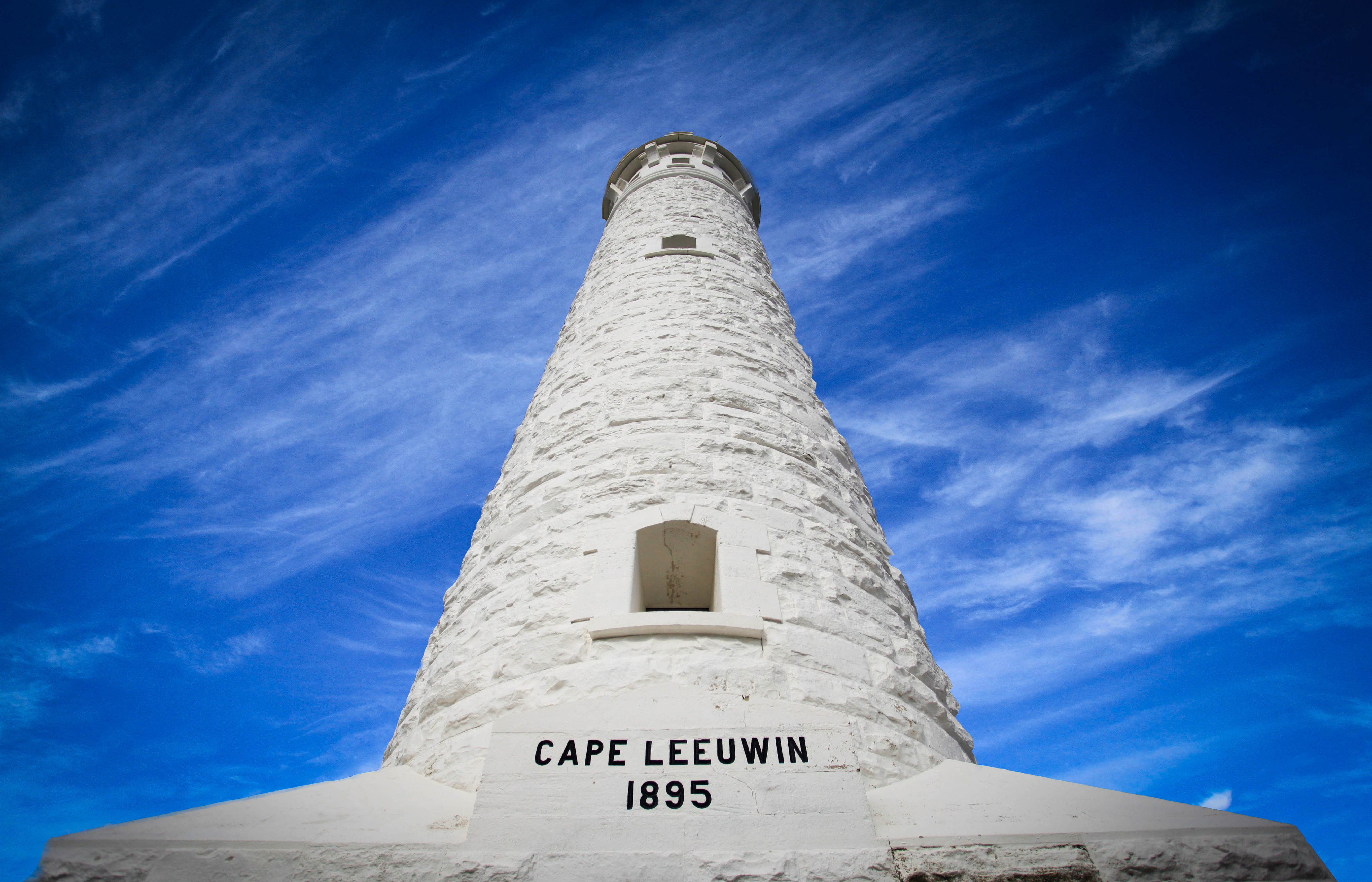
Vuurtoren Kaap Leeuwin

Voor het groeiende scheepvaartverkeer werd in 1895-96 een vuurtoren gebouwd, de Cape Leeuwin Lighthouse. Tussen 1900 en 1914 werden ongeveer 17 miljoen dwarsliggers geproduceerd in de Augusta Margaret River regio. Tegen 1913 was het beste hout uit de streek verwerkt en sloten drie houtzagerijen de deuren.
Tussen 1919 en 1921 vertienvoudigde de bevolking van Augusta-Margaret River van 200 tot 2400 mensen dankzij het Group Settlement Scheme. Een aantal scholen werd opgericht in de streek om aan de vraag van de groeiende bevolking te voldoen. In 1924 werd WA Jarrah Forest Ltd opgericht die dwarsliggers leverde aan Zuid-Afrika en hout voor groepshuizen. In 1926 vond de laatste Group Settlement plaats in de streek. Vanaf 1933 en vooral tijdens de Tweede Wereldoorlog werden dennenbomen aangeplant voor de houtindustrie. Er werd geprobeerd om tabak te telen maar dat mislukte en men richtte zich op andere landbouwproducten. Italiaanse krijgsgevangenen werkten op de boerderijen in de streek wegens het arbeidstekort tijdens de Tweede Wereldoorlog.
In de jaren 1950 werd de weg tussen Vasse en Margaret River verhard en in 1957 kwam er een verbod op het aanplanten van naaldhout-soorten. In 1959 werd de Jewel Cave geopend voor het publiek. In de jaren 1960 kreeg Augusta elektriciteit en een hospitaal. De zeeorenindustrie werd opgezet. Experimenten met het aanplanten van exotische eucalyptusbomen gingen van start. In de jaren 1970 vestigde zich een golf alternatievelingen in de streek. Surfers en hippies werden aangetrokken door de natuur en velen zouden er blijven. In 1979 werd de weg tussen Margaret River en Augusta verhard. In de jaren 1980 groeien de toerisme-, eucalyptus- en wijnindustrie.
Op 30 juli 1986 strandde een groep van 114 zwarte zwaardwalvissen op Town Beach in Augusta. Het Department of Environment and Conservation coördineerde drie dagen lang vrijwilligers uit heel West-Australië. Bosarbeiders, natuurbeschermers, surfers en stedelingen vervoerden 96 vissen met vrachtwagens naar meer beschutte wateren. De overlevende vissen werden daarna terug naar de baai geleid geflankeerd door een vloot boten, surfers en zwemmers. Een gedenkteken aan Town Beach herinnert aan de reddingsoperatie.
Eind jaren 1990 werd het wandelpad van kaap naar kaap geopend. Begin jaren 2000 werd de zuivelindustrie gedereguleerd. Wijngaarden evolueerden van familiebedrijfjes naar grotere bedrijven.
In 2014 werd Augusta Maritime Facility officieel geopend nabij Kaap Leeuwin.

## Bosbranden
In 1961 brandden tussen Margaret River en Augusta 40.000 hectare boerderijen, bos en bushland af. Augusta werd gespaard doordat enkele maanden eerder een andere brand een buffer had gecreëerd net ten noorden van Augusta. De inwoners van Augusta namen de zorg over de kinderen van Karridale en Kudardup op zich. 
In 2011 werd Augusta weer door een bosbrand bedreigd en dienden 200 mensen geëvacueerd te worden. Het vuur had in de streek al 40.000 hectare en 39 huizen waaronder het historische Walcliffe House in vlammen doen opgaan. Men kreeg het vuur echter onder controle aan de grens van East Augusta en Augusta bleef ongedeerd.
In januari 2018 werd Augusta nogmaals bedreigd door een bosbrand. De brandweer kreeg de brand onder controle.

## Toerisme
De vuurtoren op Kaap Leeuwin is de hoogste van Australië.
Er zijn tal van wandelpaden. De Augusta-Busselton Heritage Trail volgt de originele route tussen de kolonies van Augusta en Vasse uit de jaren 1830. De Cape to Cape Track is 125 kilometer lang en loopt van kaap tot kaap in het Leeuwin-Naturaliste National Park. De Wadandi Track volgt de oude spoorweg tussen Busselton en Flindersbaai.
In het Augusta Historical Museum kan men van de geschiedenis van de streek sinds 1830 kennis nemen.
Van juni tot augustus komen walvissen in de baaien paren, bevallen en aansterken alvorens ze terug noordwaarts trekken.
Er zijn verscheidene grotten in Augusta waaronder de grote Jewel Cave die publiek toegankelijk is.

## Klimaat
| Maand                                  | jan  | feb  | mrt  | apr  | mei   | jun   | jul   | aug  | sep  | okt  | nov  | dec  | Jaar  |
| -------------------------------------- | ---- | ---- | ---- | ---- | ----- | ----- | ----- | ---- | ---- | ---- | ---- | ---- | ----- |
| Gemiddeld maximum (°C)                 | 23,1 | 23,4 | 22,7 | 21,3 | 19,2  | 17,4  | 16,4  | 16,5 | 17,1 | 18,3 | 20,2 | 21,8 | 19,8  |
| Gemiddeld minimum (°C)                 | 17,0 | 17,3 | 13,7 | 15,5 | 13,7  | 12,2  | 11,3  | 11,2 | 11,8 | 12,6 | 14,2 | 15,8 | 14,1  |
|                                        |      |      |      |      |       |       |       |      |      |      |      |      |       |
| Neerslag (mm)                          | 16,3 | 15,7 | 28,4 | 58,9 | 137,7 | 174,4 | 180,3 | 136  | 90,4 | 64,1 | 36,3 | 20,7 | 958,9 |
| Regendagen (dag)                       | 2,8  | 2,8  | 4,6  | 8,6  | 14,8  | 17,3  | 19,5  | 17,8 | 14,3 | 10,8 | 6,6  | 4,0  | 123,9 |
| Bron: Australian Bureau of Meteorology |      |      |      |      |       |       |       |      |      |      |      |      |       |

Acton Park · Alexandra Bridge · Allanson · Augusta · Balingup · Benger · Binningup · Boyanup · Boyup Brook · Bramley · Bridgetown · Brookhampton · Brunswick Junction · Bunbury · Burekup· Busselton · Capel · Carbunup River · Chowerup · Collie · Cookernup · Cowaramup · Cundinup · Dardanup · Deanmill · Dingup · Dinninup · Donnelly River · Donnybrook · Dunsborough · Elgin · Ferguson · Forest Grove · Forrest Beach · Gnarabup · Gracetown · Greenbushes · Harvey · Hester · Jardee · Jarrahwood · Karridale · Kirup · Kudardup · Kulikup · Ludlow · Manjimup · Margaret River · Mayanup · Metricup · Mullalyup · Myalup · Nannup · Northcliffe · Nyamup · Pemberton · Peppermint Grove Beach · Prevelly · Quindalup · Quinninup · Roelands · Rosa Brook · Shotts · Stratham · Uduc · Vasse · Walpole · Waterloo · Wilga · Windy Harbour · Witchcliffe · Wilyabrup · Wokalup · Wonnerup · Worsley · Yallingup · Yalup Brook · Yarloop · Yoongarillup · Yornup